# Таловка (Челябинская область)
Та́ловка — деревня в Сосновском районе Челябинской области. Входит в Саргазинское сельское поселение.

## География
Деревня расположена на границе с областным центром — городом Челябинском, рядом с посёлком Малая Сосновка и садовыми участками «Юбилейный-2». Расстояние до районного центра, села Долгодеревенского, 36 км.

## Население
| 2002 | 2010 |
| ---- | ---- |
| 150  | ↗229 |

По данным Всероссийской переписи, в 2010 году численность населения деревни составляла 229 человек (121 мужчина и 108 женщин).

## Улицы
Уличная сеть посёлка состоит из 10 улиц и 2 переулков.